# Morganellaceae
Die Morganellaceae sind eine Familie gramnegativer Bakterien. Nach dem phylogenetischen System gehören sie zur Ordnung der Enterobacterales in der Klasse der Gammaproteobacteria in der Abteilung (Divisio, bei den Prokaryoten auch als Phylum bezeichnet) Proteobacteria. Der Name der Familie leitet sich von der Typusgattung Morganella her.
Bis 2016 waren die Vertreter der Morganellaceae der Familie Enterobacteriaceae in der Ordnung „Enterobacteriales“ zugeordnet, jedoch war der Name dieser Ordnung nach den Regeln des Bakteriologischen Codes (ICBN) nicht gültig. 2016 führten phylogenetische Methoden zur Etablierung der Ordnung Enterobacterales (Enterobakterien), verbunden mit einer Aufteilung der bisher bekannten Taxa auf mehrere neue Familien. Zu der Familie Morganellaceae gehören acht Gattungen (Stand 2019), von denen viele Vertreter Teil der gesunden Darmflora von Menschen und Tieren sind.

## Merkmale
Die Etablierung der Ordnung Enterobacterales Adeolu et al. 2016 führte zu einer Aufteilung der bisher bekannten Taxa auf mehrere neue Familien. Das bedeutet, dass Aussagen über Enterobacteriaceae oder Enterobakterien in der Literatur vor diesem Zeitpunkt zumindest teilweise auf Angehörige der Familie Morganellaceae übertragbar sind. Weitere spezifische Merkmale sind in der Erstbeschreibung von Adeolu et al. enthalten.

### Erscheinungsbild
Die Zellen sind stäbchenförmig, es werden keine Endosporen gebildet. Die meisten Vertreter der Familie können sich mit Flagellen aktiv bewegen, sie sind motil, es kommen jedoch auch Gattungen vor, die sich nicht aktiv bewegen können, z. B. Arsenophonus und Moellerella. Da die Zellwand aus wenigen Mureinschichten und einer zweiten, äußeren Membran aus Phospholipiden und Lipopolysacchariden besteht, sind die Morganellaceae gramnegativ.

### Wachstum und Stoffwechsel

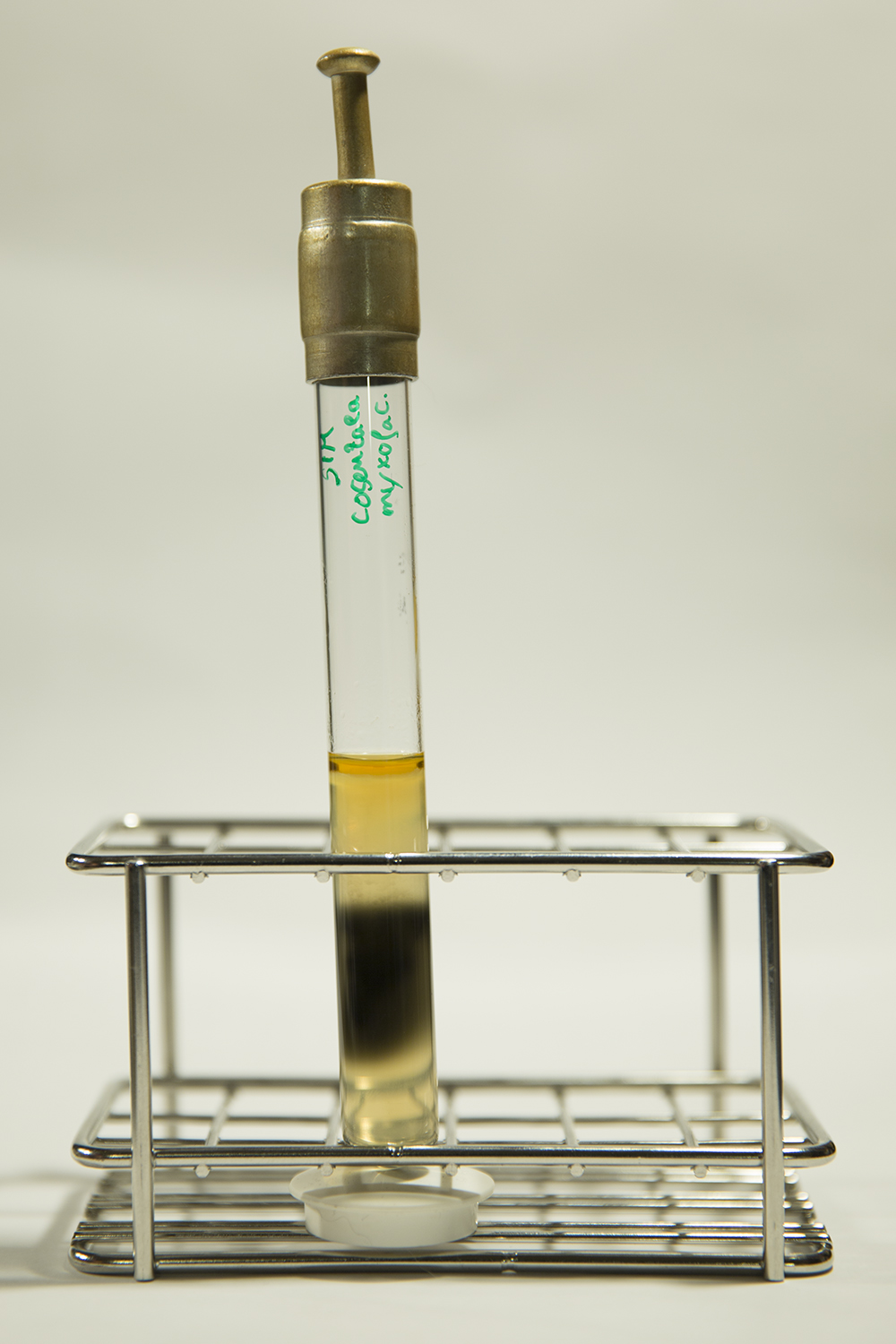
Cosenzaea myxofaciens im SIM-Agar mit positivem Ergebnis für die H_{2}S-Bildung, mit negativem Ergebnis im Indol-Test und mit positivem Ergebnis für Motilität

Ihr Stoffwechsel ist fakultativ anaerob, daher können sie sowohl über Oxidation unter Anwesenheit von Sauerstoff Stoffe abbauen als auch unter anoxischen Bedingungen (kein Sauerstoff) Gärung betreiben. Bei den Morganellaceae verläuft der Oxidase-Test negativ. Sie nutzen nicht die 2,3-Butandiol-Gärung, folglich ist der  Voges-Proskauer-Test zum Nachweis des Zwischenproduktes Acetoin in der 2,3-Butandiol-Gärung negativ. Ein weiteres Merkmal der Familie ist, dass bei den Vertretern das Enzym Arginindihydrolase (ADH) nicht vorkommt. Weitere biochemische Eigenschaften, die in Diagnosetests genutzt werden, um die Morganellaceae-Gattungen zu unterscheiden, finden sich im Abschnitt Nachweise. Typisch für die Vertreter der Gattung Proteus ist ein deutliches Schwärmverhalten auf feuchten Nährböden.

### Phylogenetik
→ Siehe auch: Abschnitt Systematik und Taxonomie im Artikel der Ordnung Enterobacterales
Durch Verwendung phylogenetischer Methoden können die Stammesgeschichte und die verwandtschaftlichen Beziehungen der Bakterien untereinander geklärt werden. In der Beschreibung der Ordnung Enterobacterales Adeolu et al. 2016 und der dazugehörigen Familien bilden die Morganellaceae in einem phylogenetischen Baum (basierend auf Genom- und Genanalysen) eine monophyletische Gruppe. Weiterhin werden sieben  ‚konservierte charakteristische Indels‘ (engl. conserved signature inserts and deletions, CSI) festgelegt, die typisch für die Vertreter der Familie sind, aber nicht bei den anderen Bakterien der Ordnung vorkommen.

## Nachweise
Biochemische Merkmale, wie beispielsweise die vorhandenen Enzyme und die daraus resultierenden Stoffwechseleigenschaften, können in einer Bunten Reihe zur Unterscheidung der einzelnen Gattungen und Arten der Morganellaceae und damit zu ihrer Identifizierung genutzt werden. Ebenso ist dadurch die Unterscheidung von anderen Vertretern der Enterobakterien möglich. Die einzelnen Vertreter der Familie unterscheiden sich darin, ob sie Schwefelwasserstoff (H2S) bilden, die Hydrolyse von Gelatine durchführen, Citrat (mit Simmons Citrat-Agar) verwerten können, über das Enzym Urease verfügen, um Harnstoff abbauen zu können bzw. das Enzym β-Galactosidase besitzen, mit dem das Disaccharid Lactose (Milchzucker) hydrolytisch in die Monosaccharide Glucose und Galactose gespalten wird, um sie im Stoffwechsel zu nutzen. Üblicherweise wird auch die Verwertung weiterer Kohlenhydrate in Diagnosetests überprüft.
Die Gattungen Proteus, Providencia und Morganella ähneln sich in ihren Stoffwechseleigenschaften. Alle drei Gattungen produzieren Phenylalanin-Desaminase, aber keine Arginindihydrolase (ADH), können kein Malonat verstoffwechseln und bilden keine Säure bei Dulcitol, D-Sorbitol und L-Arabinose-Verstoffwechselung. Eine systematische Übersicht aus dem Jahr 2000 von Vertretern der drei Gattungen ist im Abschnitt Biochemische Nachweise im Artikel über die Gattung Proteus zu finden.
Diese Untersuchungen können für miniaturisierte Testsysteme verwendet werden. Typische Ergebnisse für die Vertreter der Morganellaceae sind in der frei zugänglichen Datenbank BacDive der DSMZ (Deutsche Sammlung von Mikroorganismen und Zellkulturen) einsehbar, z. B. für Proteus vulgaris.

## Systematik und Taxonomie

### Äußere Systematik
Zu der 2016 etablierten Ordnung der Enterobacterales gehören acht Familien (unter anderem die Budviciaceae, Enterobacteriaceae und Hafniaceae) mit insgesamt etwa 60 Gattungen. Die neu festgelegte und damit den Regeln des Bakteriologischen Codes (ICBN) entsprechende Typusgattung der Ordnung ist die Gattung Enterobacter.

### Innere Systematik

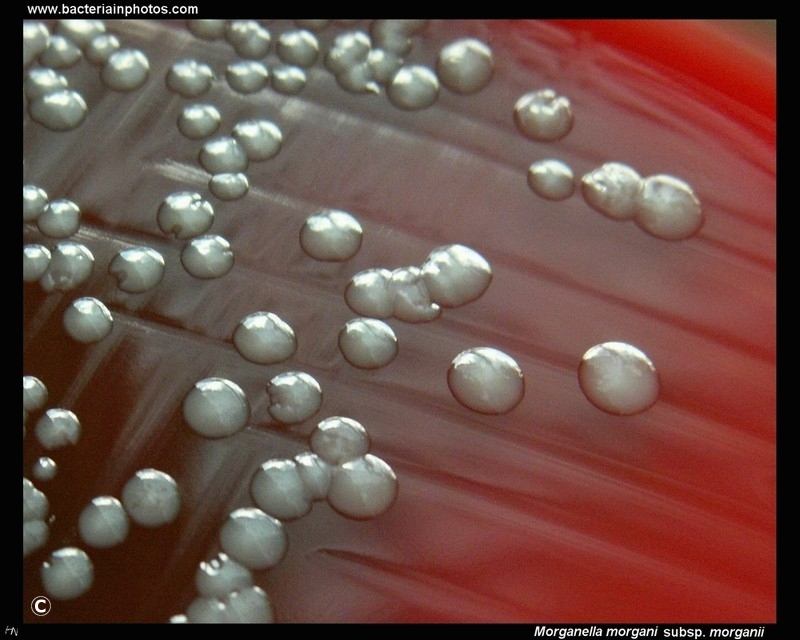
Kolonien von Morganella morganii auf Blutagar

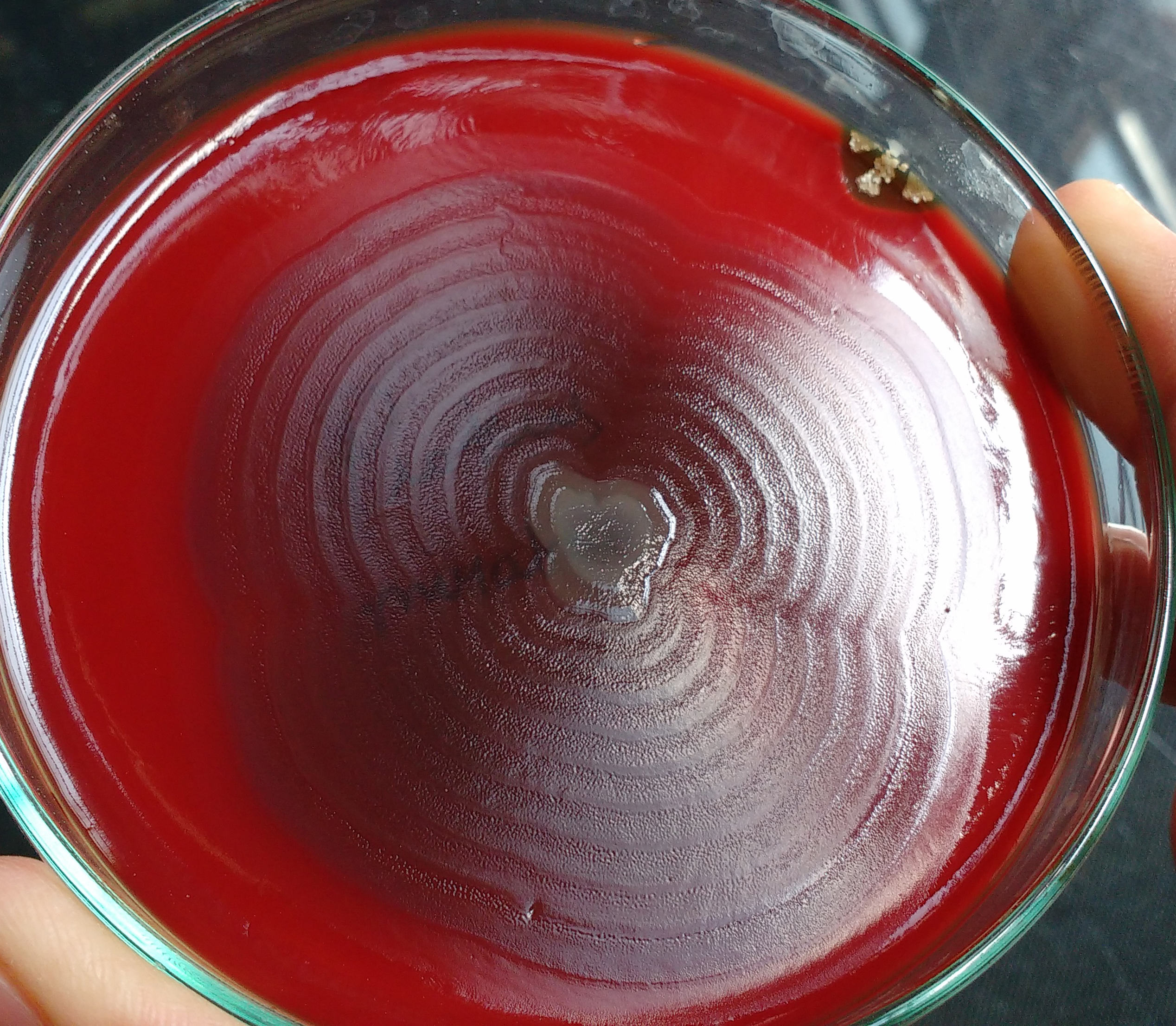
Schwärmen von Proteus auf Blutagar

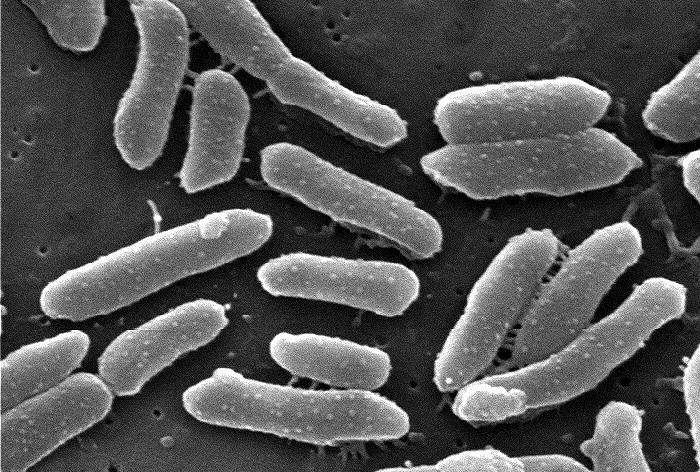
Sekundärelektronenmikroskopisches Bild von Providencia alcalifaciens

Bereits in den 1960er Jahren wurde die nahe Verwandtschaft der zu dem Zeitpunkt bekannten Gattungen Proteus, Morganella und Providencia anhand phänotypischer Merkmale aufgezeigt. Sie wurden im Tribus Proteeae geführt. Die bekannten Arten waren zunächst der Gattung Proteus zugeordnet, aus der die beiden anderen Gattungen durch Reklassifizierung einzelner Arten etabliert wurden. Bei später beschriebenen Gattungen, die in die Familie Enterobacteriaceae als einzige Familie in der Ordnung „Enterobacteriales“ gestellt wurden, wurde gelegentlich die Ähnlichkeit zu Proteus betont. Die Stellung in eine gemeinsame Familie ist eine logische Konsequenz, die durch phylogenetische Methoden belegt wurde. In der Beschreibung der Ordnung Enterobacterales wird die monophyletische Gruppe im Kladogramm als Proteus-Xenorhabdus-Klade bezeichnet und als Familie Morganellaceae fam. nov. definiert.
Die Typusgattung der Familie Morganellaceae Adeolu et al. 2016 ist die Gattung Morganella, zu der Familie gehören die folgenden Gattungen (Stand 2019):
- Arsenophonus Gherna et al. 1991
- Cosenzaea Giammanco et al. 2011
- Moellerella Hickman-Brenner  et al. 1984
- Morganella Fulton 1943, Typusgattung der Familie
- Photorhabdus Boemare et al. 1993
- Proteus Hauser 1885
- Providencia Ewing 1962
- Xenorhabdus  Thomas and Poinar 1979

### Synonyme
Die Klassifizierung im Tribus Proteeae in den 1960er Jahren zeigt die anfängliche Schwierigkeit, bestimmte Taxa sicher einer Gattung zuzuordnen. Dementsprechend ergeben sich zahlreiche Synonyme für bestimmte Bakterienarten und -gattungen in der Familie der Morganellaceae. Bei Morganella morganii (Winslow et al. 1919) Fulton 1943 und Proteus morganii (Winslow et al. 1919) Yale 1939, bei Providencia rettgeri (Hadley et al. 1918) Brenner et al. 1978 und Proteus rettgeri (Hadley et al. 1918) Rustigian and Stuart 1943 sowie bei Providencia alcalifaciens (de Salles Gomes 1944) Ewing 1962 und Proteus inconstans (Ornstein 1920) Shaw and Clarke 1955 handelt es sich jeweils um homotypische Synonyme, da beide Arten den gleichen Typusstamm aufweisen.
Proteus myxofaciens wurde als Cosenzaea myxofaciens (Cosenza and Podgwaite 1966) Giammanco et al. 2011 reklassifiziert und somit gleichzeitig die Ordnung Cosenzaea etabliert. Analog dazu wurde Xenorhabdus luminescens als Photorhabdus luminescens (Thomas and Poinar 1979) Boemare et al. 1993 in die neue Gattung Photorhabdus gestellt.

## Vorkommen
Viele Arten der Morganellaceae sind Teil der gesunden Darmflora von Menschen und Tieren. Sie werden – anders als manche anderen Vertreter der Enterobakterien wie beispielsweise Salmonella – nicht als unbedingt pathogen (krankheitserregend) angesehen, auch wenn sie in medizinischen Proben (z. B. Fäzes) nachgewiesen wurden, es sind eher opportunistische Erreger. Auch auf oder in Insekten sind Morganellaceae zu finden, insbesondere Vertreter der Gattungen Arsenophonus, Xenorhabdus und Photorhabdus, die als pathogen für spezielle Insektenarten gelten.

## Bedeutung

### Ökologische Bedeutung
Photorhabdus luminescens wurde aus Nematoden isoliert, mit denen das Bakterium eine Symbiose bildet, Vertreter der Gattungen Xenorhabdus und Photorhabdus werden als ‚entomopathogene nematophile Bakterien‘ bezeichnet, also Bakterien, die „gerne“ (symbiotisch) in Nematoden leben, die ihrerseits Insekten als Parasit besiedeln und diese schädigen. Bei den Nematoden handelt es sich um Vertreter der Familien Steinernematidae und Heterorhabditidae. Die Nematoden mit ihren bakteriellen Symbionten werden für die biologische Schädlingsbekämpfung verwendet.

### Medizinische Bedeutung
Einige Vertreter der Morganellaceae kommen als Erreger von nosokomialen Infektionen („Krankenhauskeime“) vor und infizieren Menschen mit schwachem Immunsystem. Insbesondere Proteus mirabilis, Proteus penneri und Morganella morganii sind klinisch bedeutsam als Erreger von beispielsweise Bakteriämie und Meningoenzephalitis bei frühgeborenen Säuglingen.
Proteus mirabilis und P. penneri werden häufiger aus den Fäzes von Patienten mit Durchfall-Erkrankungen isoliert, ohne dass sie die eigentliche Ursache der Erkrankung sind. Hingegen können Harnwegsinfekte beispielsweise durch P. penneri oder Providencia stuartii verursacht werden, da diese Bakterien über das Enzym Urease verfügen und Harnstoff verwerten können. Die Infektionen treten oftmals bei Verwendung von Blasenkathetern auf.